# Tallero di Danzica
Il tallero (Thaler o Taler in tedesco o taler in polacco) era la moneta di Danzica (in polacco Gdańsk) fino al 1772 e poi di nuovo dal 1807 al 1814. 
Era suddiviso in 4 Gulden (złotych, sing. złoty), ognuno dal valore di 30 Groschen (groszy, sing. grosz) oppure 90 Schilling (solidus). Sia nel 1772 che nel 1814, la moneta fu sostituita dal Tallero prussiano.